# ФК Хомбург
ФК Хомбург или само „Хомбург“ (на немски: FC Homburg) е германски футболен клуб със седалище в Хомбург. Клубът е основан на 15 юни 1908 г. като Fussball Club Homburg от група от седемнадесет младежи в местната кръчма в Хоенбург.
През февруари 1913 г. те са преименувани на Fussballverein Homburg и продължават да вземат местния шампионат през този сезон. До средата на 20-те години на миналия век страната играе футбол от втора дивизия, но се сгъва на 27 август 1936 г. Нов мулти спортен клуб, известен като VfL Хомбург е сформиран на 5 март 1937 г. от група местни страни, включващи Turnverein 1878 Хомбург, Schwimmverein Хомбург, Kraftsportverein Хомбург, Boxclub Homburg, Тенис-клуб Хомбург, както и бившият член на несъществуващия FV. Футболистите отново взеха участие в състезание от второ ниво и не успяха в два опита (1938, 1941) да спечелят пътя си чрез плейоф за регионална промоция до първа дивизия Gauliga Südwest.
След Втората световна война съюзническите окупационни власти разпуснаха всички видове асоциации в Германия, включително футболни клубове. Клубът скоро е реформиран като Sportverein Homburg и пленява първенство за дивизия в Аматьорлига Саарланд (III) през 1948 г., преди да възобнови името FC Homburg през януари 1949 година.